# Adriana Torrebejano
Adriana Torrebejano, née le 3 novembre 1991 à Castellbisbal, est une actrice espagnole.

## Filmographie
- 2005 : Abuela de verano (série télévisée) : Aurora
- 2006 : Ellas y el sexo débil (es) (série télévisée) : Sandra
- 2007 : C.L.A. No somos ángeles (es) (série télévisée) : Carlota
- 2007 : El comisario (es) (série télévisée) : Yolanda Cobos
- 2007 : Cuéntame cómo pasó (série télévisée) : Rosario
- 2008 : Physique ou Chimie (Física o química) (série télévisée) : Cristina
- 2008 : Fuera de lugar (série télévisée) : Lucía Hidalgo
- 2009 : De repente, los Gómez (es) (série télévisée) : Cris Tamayo
- 2009 : Acusados (série télévisée) : l'amie de Patricia
- 2010 : Caiga Quien Caiga (série télévisée) : elle-même
- 2006-2011 : Hospital Central (série télévisée) : Irene Valencia / Ana
- 2011 : La noche rota (court métrage) : la fille du bus
- 2012 : Tarde (court métrage) : Ella
- 2013 : Con el culo al aire (série télévisée) : Cris
- 2010-2014 : Tierra de lobos (série télévisée) : Isabel Lobo
- 2014 : Ciega a citas (es) (série télévisée) : Beatriz
- 2014 : El Rey (es) (mini-série) : Condesa Olghina
- 2014 : Vespre a la 2 (série télévisée) : elle-même
- 2011-2015 : Pasapalabra (jeu télévisé) : elle-même
- 2015-2016 : El secreto de Puente Viejo (série télévisée) : Sol Santacruz
- 2016 : La madriguera : Caterina
- 2018 : Gun City (La sombra de la ley) de Dani de la Torre : Lola
- 2018 : Cuerpo de élite : Berta Capdevila (13 épisodes)